# NGC 6143
NGC 6143 (другие обозначения — UGC 10358, MCG 9-27-24, ZWG 276.11, IRAS16205+5512, PGC 57919) — спиральная галактика в созвездии Дракон.
Этот объект входит в число перечисленных в оригинальной редакции «Нового общего каталога».
В галактике вспыхнула сверхновая SN 2003iy типа II. Её пиковая видимая звёздная величина составила 16,8.